# 東山通 (名古屋市の町名)
東山通（ひがしやまとおり）は、愛知県名古屋市千種区の町名。現行行政地名は東山通1丁目から5丁目。住居表示未実施。

## 地理
名古屋市千種区南東部に位置し、東は田代町字瓶杁、西は末盛通、南は朝岡町・唐山町、北は橋本町・清住町・新池町に接する。
愛知県道60号名古屋長久手線の本山交差点～平和公園口交差点付近までの沿線に相当する。「東山通」の呼称は道路愛称にも採用されているが、道路愛称としての東山通に該当するのは東山公園前交差点以東の区間のみであり、大半の区間は道路愛称としては「広小路通」となる。

## 世帯数と人口
2022年（令和4年）4月1日：現在の世帯数と人口は以下の通りである。
| 町丁   | 世帯数  | 人口  |
| ------ | ------- | ----- |
| 東山通 | 708世帯 | 931人 |

## 学区
市立小・中学校に通う場合、学校等は以下の通りとなる。また、公立高等学校に通う場合の学区は以下の通りとなる。
| 丁目            | 小学校                                    | 中学校                                    | 高等学校普通科 |
| --------------- | ----------------------------------------- | ----------------------------------------- | -------------- |
| 東山通1丁目     | 名古屋市立東山小学校 名古屋市立見付小学校 | 名古屋市立東星中学校 名古屋市立城山中学校 | 尾張学区       |
| 東山通2 - 5丁目 | 名古屋市立東山小学校                      | 名古屋市立東星中学校                      | 尾張学区       |

## 歴史

### 沿革
- 1945年（昭和20年）9月20日 - 千種区田代町の一部より、同区東山通が成立[1]。
- 1947年（昭和22年）1月28日 - 田代町の一部を編入[1]。

## 施設
- 愛知工業大学 本山キャンパス
- 名古屋本山郵便局
- 名古屋東山郵便局
- 千種消防署 東山出張所
- あいち銀行 東山中央支店
- あいち銀行 東山支店
- 東山ビル[注釈 1]
- 医療法人順秀会 東山内科

## 交通

### 鉄道
- 名古屋市営地下鉄東山線・名城線 本山駅（2・3番出入口）
- 名古屋市営地下鉄東山線 東山公園駅

### 道路
- 愛知県道60号名古屋長久手線（広小路通・東山通）

### 路線バス
- 東名ハイウェイバス 本山バス停[注釈 2]

## その他

### 日本郵便
- 郵便番号：464-0807[3]（集配局：千種郵便局[9]）。